# Wapen van Acquoy

Het wapen van Acquoy is een niet bij de Hoge Raad van Adel geregistreerd, dus niet erkend, dorpswapen. Het dorp Acquoy hoort bij de Nederlandse gemeente West Betuwe.

## Beschrijving
De beschrijving van het wapen luidt als volgt:
In zilver twee beurtelings gekanteelde dwarsbalken van keel, in het schildhoofd vergezeld van een lopende hazewindhond van sabel.
De heraldische kleuren zijn: keel (rood), sabel (zwart) en zilver.

## Symboliek
De Van Arkels speelden een grote rol in de geschiedenis van het dorp, dit symboliseert een groot deel van het wapen.
De hazewind verwijst naar een sage waarbij de hond het slapende leger van Van Arkel alarmeerde op twee vijandelijke spionnen die wilde weten met hoeveel zij waren. Daarmee redde de hond Acquoy en werd hij als eerbetoon opgenomen in het wapen.

## Verwante wapens

Het wapen van de familie Van Arkel en het Land van Arkel
Het wapen van de voormalige gemeente Arkel
Het wapen van Asperen
Het wapen van Leerbroek

Aalst · 
Ammerzoden · 
Angerlo · 
Appeltern · 
Batenburg · 
Beesd · 
Beltrum · 
Bemmel · 
Bergharen · 
Bergh · 
Beusichem · 
Borculo · 
Brakel · 
Buurmalsen · 
Deil · 
Didam · 
Dinxperlo · 
Dodewaard ·
Doornspijk ·
Dreumel ·
Driel ·
Echteld ·
Eibergen ·
Elst ·
Est en Opijnen ·
Everdingen ·
Ewijk ·
Gameren ·
Geesteren · 
Geldermalsen · 
Gendringen · 
Gendt ·
Groenlo ·
Groesbeek ·  
Haaften ·
Hedel ·
's-Heerenberg ·
Heerewaarden ·
Hemmen ·
Hengelo ·
Herwen en Aerdt ·
Herwijnen ·
Heteren ·
Heukelum ·
Hoevelaken ·
Horssen ·
Huissen ·
Hummelo en Keppel ·
Hurwenen  ·
Kerkwijk ·
Keppel ·
Kesteren ·
Laren · 
Lichtenvoorde ·
Lienden ·
Lingewaal · 
Maurik ·
Millingen aan de Rijn ·
Nederhemert ·
Neede ·
Neerijnen ·
Netterden ·
Niftrik ·
Nijbroek ·
Ophemert ·
Overasselt ·
Pannerden ·
Poederoijen · 
Renkum ·
Rijnwaarden ·
Rossum ·
Ruurlo ·
Steenderen ·
Terborg ·
Twello ·
Ubbergen ·
Valburg ·
Varik ·
Vorden ·
Vuren ·
Waardenburg ·
Wadenoijen ·
Wamel ·
Wehl ·   
Warnsveld ·
Wisch ·
Zeddam ·
Zelhem ·
Zoelen ·
Zuilichem 

Dorps-, heerlijkheids- en stadswapens: 

Acquoy 
· Baak 
· Barlham 
· Bredevoort 
· Doreweerd 
· Elden
· Enspijk 
· Gellicum 
· Groessen 
· Hakfort 
· Hellouw 
· IJzendoorn 
· Kell  
· Lede en Oudewaard 
· Lichtenberg 
· Loil 
· Maasbommel 
· Meijnerswijk 
· Meteren 
· Middagten 
· Rhenoy 
. Rumpt
· Tricht 
· Verwolde 
· Wildenborch